# Georg von Preußen

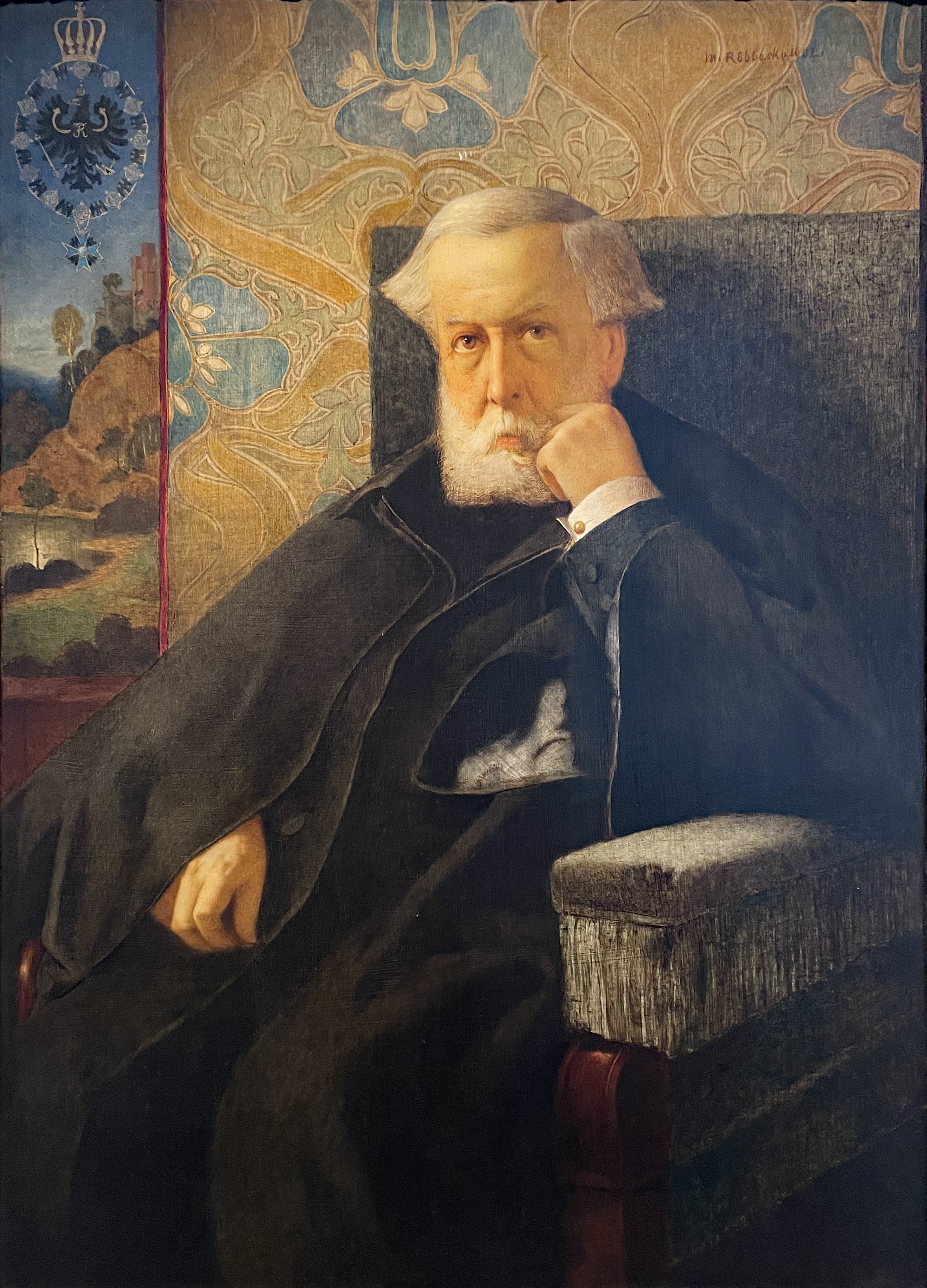
Georg Prinz von Preußen, Moritz Röbbecke (1902) im Stadtmuseum Düsseldorf

Friedrich Wilhelm Georg Ernst Prinz von Preußen (* 12. Februar 1826 auf Schloss Jägerhof bei Düsseldorf; † 2. Mai 1902 in Berlin) war preußischer General der Kavallerie und Schriftsteller.

## Familie
Georg war der jüngste Sohn von Friedrich Prinz von Preußen (1794–1863) und Wilhelmine Luise Prinzessin von Anhalt-Bernburg (1799–1882). Sein Bruder war Alexander von Preußen. Beide Brüder waren Urenkel von König Friedrich Wilhem II von Preußen.

## Leben
Seine Jugend verlebte Prinz Georg am Rhein auf Schloss Jägerhof, da sein Vater dort stationiert war. Reisen nach Großbritannien, Frankreich und Italien ließen ihn Kunst und Literatur entdecken. Obwohl er, „abweichend von seiner Familientradition, keine Neigung zur militärischen Laufbahn zeigte und schon sehr früh seine musischen Talente zu entfalten begann,“ trat er am 12. Februar 1836 als Sekondeleutnant in das 1. Garde-Regiment zu Fuß der Preußischen Armee ein. 1861 wurde er Chef des 1. Pommerschen Ulanenregiments Nr. 4 und 1866 General der Kavallerie. Sein Regiment kämpfte 1866 im Preußisch-Österreichischen Krieg und 1870/71 im Deutsch-Französischen Krieg, ohne dass Georg jedoch aktiv an den Gefechten beteiligt war.

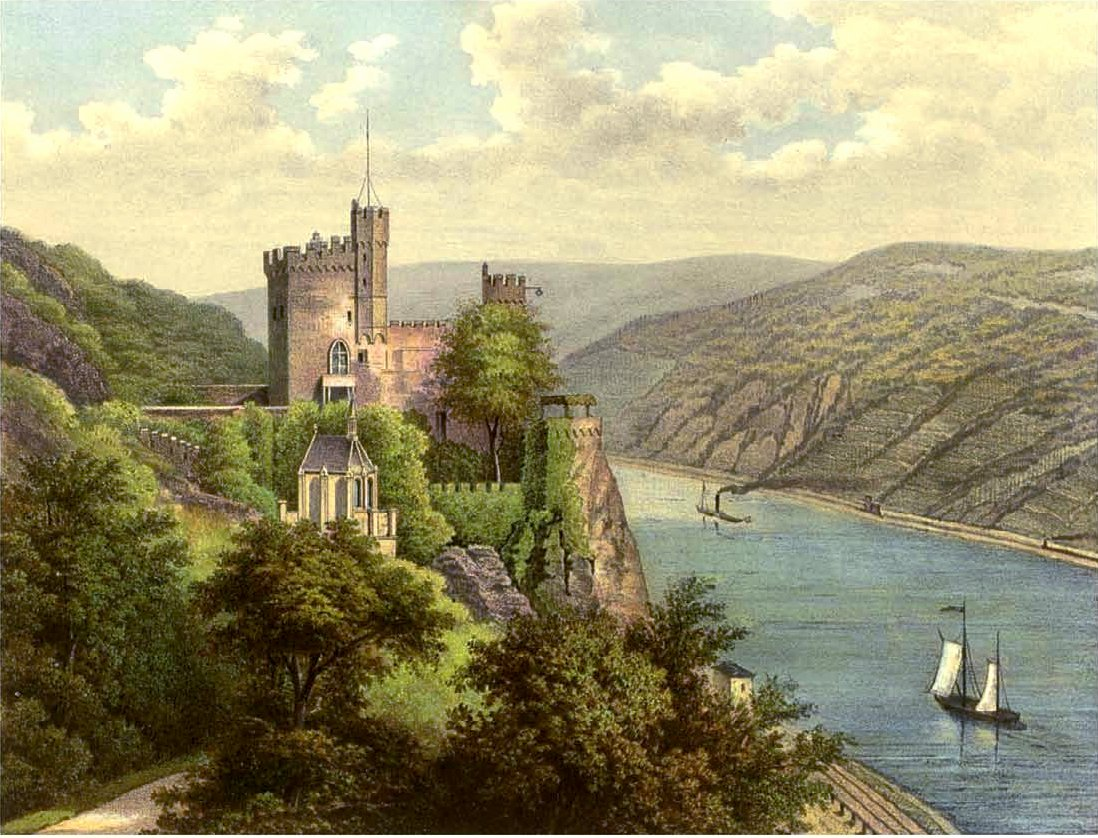
Burg Rheinstein mit Schlosskapelle nach einer Vorlage von Theodor Blätterbauer, 1880

Trotzdem konnte er 1843 Studien in Bonn beginnen und kam dann in den 1850ern nach Berlin, wo er im Salon der Minna von Tresckow (1799–1875) verkehrte. Sie war es auch, die ihn bestärkte, die von ihm verfassten Stücke zu veröffentlichen. 1872 veröffentlichte er anonym seine Autobiographie Vergilbte Blätter, die jedoch keinen näheren Einblick in seine Privatsphäre gab.
Beim heraldischen Verein Herold zu Berlin seit 1871 und beim Allgemeinen Verein für Deutsche Literatur übernahm Prinz Georg bei der Gründung 1873 das Protektorat und ab 1874 wurde er ebenfalls Protektor des Historischen Museums der Stadt Düsseldorf. Im selben Jahr wurde er Präsident der Akademie gemeinnütziger Wissenschaften zu Erfurt. Seine umfangreiche Bibliothek mit ca. 6000 Titeln vermachte Georg von Preußen der Universitätsbibliothek Bonn. Sie findet sich dort als Sonderbestand Prinz-Georg-Bibliothek. Sein letzter Wohnsitz war Berlin.

Nach seinem Tode wurde Georg von Preußen auf die Burg Rheinstein, die er 1863 zusammen mit seinem Bruder Alexander geerbt und für die er schon immer eine Vorliebe gehegt hatte, überführt, wo er am 9. Mai 1902 in der Schloßkapelle zu Rheinstein beigesetzt wurde. 1906 wurde ihm zu Ehren das neugegründete staatliche Düsseldorfer Gymnasium als Königliches Prinz-Georg-Gymnasium benannt. Auch die Düsseldorfer Prinz-Georg-Straße führt seinen Namen.

## Werke (Auswahl)
Unter den Pseudonymen Georg Conrad und Günther von Freiberg veröffentlichte Prinz Georg von Preußen Dichtungen und Theaterstücke. Meyers Konversations-Lexikon von 1888 bezeichnet ihn vorsichtig als „vorwiegend eklektisches Talent, dem die Nachempfindung und Nachahmung der verschiedensten dramatischen Stile glückt“.
- Elfrida von Monte Salerno (Drama) 1874
- Cleopatra (Tragödie) 1877
- Phädra (Tragödie) 1877
- Elektra (Schauspiele) 1877
- Revenue de tout 1877
- Rudél et Mélisande (Tragödie) 1877
- Don Sylvio (Tragödie) 1877
- Der Alexanderzug (phantastische Tragödie) 1877
- Der Talisman (Tragödie) 1877
- Alexandros (Tragödie) 1877
- Umsonst oder Christine, König von Schweden (Tragödie) 1877
- Arion (Tragödie) 1877
- Wo liegt das Glück? (Lustspiel) 1877
- Bianca Capello 1877
- Yolanthe (Tragödie) 1877
- Lurley (Tragödie) 1877
- Adonia 1877
- Medea (Tragödie) 1877
- Suleiman (Nachspiel) 1877
- Ferrara (Tragödie) 1878
- Mademoiselle Esther (Drama) 1883
- Catharina von Medici (historisches Drama) 1884
- Sappho (Drama) 1887
- Conradin (Tragödie) 1887
- Praxedis (Drama) 1896
- Raphael Sanzio (Drama) 1896